# Corno ducale
Corno ducale (italiensk: dogens horn), på dansk dogehue, er en unik hat, som blev båret af alle venetianske doger, og således var hovedbeklædning og symbol for dogen af Venedig. Den havde form som en stiv hornlignende hjelm, som var dækket med ædelstensbrokade eller gulddug og båret over en camauro, en hvid hætte ligesom den, der traditionelt bæres af paven i den katolske kirke. Corno ducale var lavet af hør med en struktureret top bagpå, der minder om den frygiske hue.
Hver påskedag stod dogen i spidsen for en procession fra Markuskirken til klostret ved St. Zakarias kirke, hvor abbedissen præsenterede ham en ny camauro, som nonnerne havde lavet.

## Historie
På grund af sin særlige form blev corno ducale et meget genkendeligt symbol på Republikken Venedig, der eksisterede fra 800-tallet–1796. Hatten figurerer i utallige kunstværker.
Corno ducale menes at have sin inspiration fra enten den skiadion, som Byzantinske dignitarer bar, eller den imperiale kamelaukion, der blev brugt i Konstantinopel efter det 9. århundrede. Hattens karakteristiske top fremkom under doge Jacopo Tiepolos regeringstid (1229-1249), og var på det tidspunkt blevet et symbol på dogen og dermed Venedigs uafhængighed af det Byzantinske rige. Venetianerne kopierede bevidst byzantinske moder, og specielt efter Romerrigets erobring af Konstantinopel i 1204, som et middel til at etablere deres egen imperiale ikonografi.
På det venetianske sprog kaldes dogehatten zoia, bogstaveligt juvel. Den bagerste spids i form af et buet horn, der giver hætten dens navn, er nævnt i det 13. århundrede under Reniero Zenos regeringstid (regerede 1253–1268). I denne beskrivelse er hovedbeklædningen lavet af karmosinrødt fløjl, med en guldcirkel rundt om dens omkreds. Et gyldent kors blev tilføjet af doge Lorenzo Celsi (regerede 1361–1365). En anden forvandling af zoiaen sker i det 15. århundrede, da doge Nicolo Marcello (regerede 1473-1474) fik lavet en i guld. 
Hornet forsvandt sammen med dogeinstitutionen i 1797, efter Napoleon Bonapartes erobring af Venedig og abdikationen samme år af den sidste doge, Ludovico Manin (levede 1725-1802).

## Galleri
- Portræt fra ca. 1622 af doge Orso II Participazio, den sekstende doge af Venedig (regerede 912 to 932).
- Portræt af doge Reniero Zeno, den 45. doge (regerede 1253–1268).
- Portræt af doge Marino Morosini (regerede 1249-1253).
- Portræt af doge Leonardo Loredan (regerede 1501-1521).
- Portræt af doge Andrea Gritti (regerede 1523-1538).
- Portræt af doge Francesco Donato (regerede 1545-1553).
- Portræt af doge Lodovico Manin, den sideste doge (regerede 1789–1797).